# Isotopie (Sprachwissenschaft)
Als Isotopie (Verständnisebene) bezeichnet man einen Versuch, Verbindungen zwischen den Sätzen eines Textes (Textverknüpfungen) unter semantischen Gesichtspunkten, das heißt nach der Bedeutung, anzugehen. Daher ist die Isotopieuntersuchung eine Zwischenstufe zwischen einer kohärenzorientierten und einer kohäsionsorientierten Textanalyse. Dieser Ansatz ermöglicht eine Antwort auf die grundlegende Frage der Textlinguistik, was nämlich eine Satzfolge zu einem Text macht. Er bietet außerdem einen guten Einstieg in eine Textinterpretation, da intuitive Schlüsse, die wir beim Lesen ziehen, wieder an den Text gebunden werden können.
Die Grundidee für Isotopieuntersuchungen formulierte Algirdas Julien Greimas in seinem 1966 erschienenen Werk "Sémantique structurale".

## Funktionsweise
Klasseme sind die Bedeutungskomponenten (Seme) eines Wortes; diese können mit der linguistischen Methode der Semanalyse herausgearbeitet und in einer Tabelle dargestellt werden.
Durch das Prinzip der Rekurrenz, das heißt das wiederholte Auftreten eines Klassems (= eines syntaktisch dominanten Sems), oder das Prinzip der Substitution (der Ersetzung) können Textverknüpfungen innerhalb des zu untersuchenden Text(abschnitt)s über die Satzgrenzen hinweg verfolgt werden.
So bestimmt man solche Seme als besonders wesentlich („dominant“), die in einem Text dadurch auffallen, dass sie mehrfach auftreten (Rekurrenz).
Indem man ein Klassem bildet, kann man eine Isotopieebene erkennen, um dadurch einzugrenzen, wie ein Text gemeint ist. Ein Text kann über mehrere Isotopieebenen verfügen, welche nebeneinander stehen oder miteinander verknüpft sein können.
Da die Isotopie unabhängig von der Textkohäsion (also dem syntaktischen Zusammenhang von Texten) untersucht wird, kann man mit dieser Methode gut Texte angehen, deren grammatische Strukturen und Wortfelder bewusst zerstört wurden, um sie beispielsweise zu verfremden, oder auch expressionistische Lyrik.

## Analysebeispiel
Beispielsatz: „Der Turm wankte und der Bauer war fort.“
Mögliche Seme der vorgefundenen Wörter:
| Turm        | wankte         | Bauer       | fort          |
| ----------- | -------------- | ----------- | ------------- |
| Gebäude     | steht unsicher | Lebewesen   | nicht mehr da |
| Schachfigur | "              | Schachfigur | "             |

Der Beispielsatz allein kann eine Schachspielsituation oder eine Szene etwa aus einem Märchen darstellen, ohne weitere Information bleibt fraglich, welches der Seme (Schachfiguren einerseits oder Gebäude und Lebewesen andererseits) herrscht, dominant ist. Erst wenn eines dieser Seme wiederholt wird, wird klar, welches das Klassem ist.
Beispielsatz mit Folgesatz: „Der Turm wankte und der Bauer war fort. Er schrie den ganzen Weg.“
„schrie“: Seme wären z. B. Tätigkeit, lebendig usw.
Durch den Folgesatz, in dem der Bauer mit dem Sem „lebendig“ verbunden wird, versteht man, dass wahrscheinlich kein Schachspiel dargestellt wird, also das Klassem nicht „Schachfigur“ heißt. Der Leser fasst die Isotopie als „lebendige Szene“ auf und nicht als „Schachspiel“.
Um Seme zu bestimmen, gibt es semantische Lexika.

## Isotopie im Humor
Pointen ergeben sich oft daraus, dass die Bedeutungsebene unerwartet gewechselt wird, was auch Isotopiebruch genannt wird.
Beispiel
Mann zum Apotheker: „Haben sie etwas für Erkältungen?“

Apotheker: „Nein, nur dagegen.“
Nach dem ersten Satz ist für den Zuhörer eigentlich klar, dass der Kunde ein Mittel gegen eine Erkältung haben möchte, der Apotheker interpretiert die Frage des Kunden aber auf einer anderen Bedeutungsebene, nämlich der von Sym- oder Antipathie und antwortet entsprechend, was die Zuhörer verblüffen und dadurch erheitern kann.